# Twintigkamp
De twintigkamp of icosathlon is een atletiekwedstrijd waarin twintig verschillende atletiekonderdelen worden verwerkt. Het is een meerkamp die niet tot het IAAF-programma behoort, maar waar een aparte organisatie voor is opgericht, de IAUM. Ook vrouwen hebben zich aan de twintigkamp gewaagd, maar zij doen vaker de veertienkamp.
De dubbele meerkampen worden meestal over twee dagen verwerkt, maar eendaagse wedstrijden komen ook voor. De twintigkamp bestaat in feite uit een gewone tienkamp met tussendoor nog een andere tienkamp, waarin alle 'ontbrekende' atletiekonderdelen worden verwerkt. Afgezien van incourante afstanden komen alle atletiekonderdelen in de twintigkamp aan bod. De intussen afgeschafte hordeloop over 200 meter is in de twintigkamp nog aanwezig – feitelijk bevat deze meerkamp alle onderdelen van de baanatletiek van rond 1980.

## Regels
De gewone atletiekreglementen zijn van kracht. Er is alleen de toegevoegde regel dat op beide dagen halverwege extra rust ingebouwd moet zijn. De volgorde van de onderdelen is:

### Eerste dag
- 100 m
- verspringen
- 200 m horden
- kogelstoten
- 5000 m
- pauze van minimaal 1:30
- 800 m
- hoogspringen
- 400 m
- kogelslingeren
- 3000 m steeple

### Tweede dag
- 110m horden
- discuswerpen
- 200 m
- polsstokhoogspringen
- 3000 m
- pauze van minimaal 1:20
- 400 m horden
- speerwerpen
- 1500 m
- hink-stap-springen
- 10000 m

De vrouwen doen de wedstrijd in dezelfde volgorde (met uiteraard 100 m horden), maar er kan ook aangesloten worden bij het IAAF-gebruik om de vrouwen-tienkamp in andere volgorde te verwerken dan bij de mannen. Het verschil zit in het omwisselen van ver, kogel en hoog van dag 1 met discus, pols en speer van dag 2.
Ook masters (35-plussers) doen de twintigkamp. Er wordt geworpen met de officieel vastgestelde gewichten voor masters en de horden staan op de officiële aangepaste hoogten, de hordenafstanden blijven echter onveranderd. Dit laatste is gedaan om het toch al krappe tijdschema van een twintigkamp niet extra onder druk te zetten. Door alle horden op de gewone tussenafstanden te laten staan kunnen meerdere leeftijdsklassen eenvoudig samen verwerkt worden, want slechts de hordehoogte vergt een aanpassing.

## Records
Mannen
- Twintigkamp: 14571 punten - Joseph Detmer (USA) - 2010
- Tetradecathlon (indoor): 8466 punten - Jérôme D'Heygere (BEL) - 2013

Vrouwen
- Twintigkamp: 11653 punten - Lauren Kuntz (USA) - 2023
- Veertienkamp (outdoor): 10798 punten - Kelo Milla (FIN) - 2002
- Tetradecathlon (indoor): 7869 punten - Maren Schott (GER) - 2013

## Strategie
Het is onmogelijk om op alle onderdelen voluit te gaan en iedere deelnemer zal moeten kiezen bij welke onderdelen niet het maximale nagestreefd wordt. Bij elkaar wordt er 24,710 kilometer gelopen, waarvan een deel op topsnelheid; bij de 12 looponderdelen kan niemand elke keer tot de grens gaan. Ook het omschakelen van een zwaar technisch onderdeel naar een looponderdeel kan moeilijkheden opleveren, berucht is het slot van de twintigkamp, waar na het zware hink-stap-springen de 10000 meter volgt. Dit laatste nummer wordt noodgedwongen door velen min of meer als uitlopen beschouwd.

## Wedstrijden
In Nederland is in 2002 voor het eerst een twintigkamp verwerkt, namelijk op 21 en 22 september bij AV'40 te Delft. Ook in 2003 tot en met 2006 is in Delft in september een twintigkamp gehouden, in 2007 is de wedstrijd in Leiden verwerkt, maar in 2008 weer in Delft. In 2009 was de Delftse wedstrijd tevens het wereldkampioenschap.
Op 20 en 21 augustus 2011 zijn bij atletiekvereniging De Spartaan in Lisse (ZH) de wereldkampioenschappen gehouden.